# 솔샘문화정보도서관
솔샘문화정보도서관은 서울특별시 강북구 미아동 소재의 도서관이다.

## 연혁
- 2005년 10월 4일 개관.

## 시설현황
- 5층: 제2열람실, 휴게실
- 4층: 종합자료실, 제1열람실
- 3층: 정보화교육장 강의실, 정보자료실, 어린이자료실

## 이용 안내
이용 시간
- 종합자료실: 평일 09:00~18:00 / 주말 09:00~17:00
- 어린이자료실: 평일 09:00~18:00 / 주말 09:00~17:00
- 정보자료실: 평일 09:00~18:00 / 주말 09:00~17:00
- 일반열람실: 평일 07:00~22:00 / 주말 07:00~22:00

휴관일
- 매월 첫째,셋째 월요일
- 정부지정 공휴일
- 임시휴관일: 특별한 사유로 관장이 필요하다고 인정한 경우